# 金鉉洙 (1973年2月生のサッカー選手)
金 鉉洙（キム ヒョンス、朝鮮語: 김현수、1973年2月14日 - ）は、大韓民国の元サッカー選手、現サッカー指導者。元大韓民国代表。ポジションはDF。

## 経歴

### クラブ歴
1995年に全南ドラゴンズで選手となった。1998年には兵役のため尚武にレンタル移籍をした。
2003年に全北現代モータースに移籍し、2008年11月9日に現役を引退した。

### 代表歴
U-23代表としてアトランタオリンピックに出場した。
また1998年アジア競技大会のメンバーにも選出された。

### 指導歴
- 2009年 - 2013年 全北現代モータース トレーナー
- 2014年　仁川ユナイテッドFC トレーナー
- 2015年 - 2021年　全南ドラゴンズ
  - 2015年 - 2016年 光陽製鉄高等学校（全南ドラゴンズU-18） 監督
  - 2017年　トップチームシニアコーチ
  - 2018年 - 2019年 光陽製鉄中学校（全南ドラゴンズU-15） 監督
  - 2020年 - 2021年 光陽製鉄高等学校（全南ドラゴンズU-18） 監督
- 2023年 - 天安シティFC シニアコーチ

## タイトル

### クラブ
全南ドラゴンズ
- 韓国FAカップ: 1996

全北現代モータース
- 韓国FAカップ: 2003, 2005
- AFCチャンピオンズリーグ: 2006